# 11e régiment de ulans
Pour les articles homonymes, voir 11e régiment.
Le 11e régiment de ulans, connu à partir de 1855 comme 11e régiment de ulans « Alexandre II, empereur de Russie », est une unité de l'Armée commune austro-hongroise. Ce régiment est créé en 1814 sous le nom de 7e régiment de chevaux-légers et est dissous en 1918.

## Création et différentes dénominations
- 1814 : formation du 7e régiment de chevaux-légers (Chevaux-legers-Regiment Nr. 7)[1]
- 1815 : 7e régiment de chevaux-légers « Nostitz-Rieneck (en) » (Chevaux-legers-Regiment „Nostitz-Rieneck“ Nr. 7)[1]
- 1840 : 7e régiment de chevaux-légers « Kressenstein (de) » (Chevaux-legers-Regiment „Kressenstein“ Nr. 7)[1],[2]
- 1849 : 7e régiment de chevaux-légers « Alexandre, tsarévitch de Russie » (Chevaux-legers-Regiment „Alexander Czesarewitsch“ Nr. 7)[1]
- 1851 : devient 11e régiment de ulans « Alexandre, tsarévitch de Russie » (Ulanenregiment „Alexander Czesarewitsch“ Nr. 11)[1]
- 1855 : 11e régiment de ulans « Alexandre II, empereur de Russie » (Ulanenregiment „Alexander II., Kaiser von Rußland“ Nr. 11)[2]
- 1881 : 11e régiment de ulans « Alexandre III, empereur de Russie » (Ulanenregiment „Alexander III., Kaiser von Rußland“ Nr. 11)[1]
- 1894 : 11e régiment de ulans « Alexandre II, empereur de Russie »[1]
- 1918 : dissous

## Historique
Le régiment est formé en 1814 en Italie du Nord reconquise par l'Autriche, avec des soldats d'origine italienne.
Au début de la Première Guerre mondiale, le régiment est dans les régions de Leitmeritz et de Przemyśl.

## Uniforme
Le 7e régiment de chevaux-légers reçoit une veste vert foncé à couleur distinctive rouge et boutons blanc. Le régiment reçoit ensuite une veste blanche, toujours avec la couleur distinctive rouge et des boutons blancs. De 1840 à 1849, les cavaliers du régiment se distinguent des régiments allemands par le bord de la barbe complète.
Le 11e régiment de ulans porte la ulanka (de) vert foncé commune aux ulans et se distingue par la couleur rouge cerise de sa chapska et ses boutons blancs. Entre 1865 et 1867, les ulans reçoivent une nouvelle ulanka, bleu foncé et le régiment conserve ces couleurs d'uniforme jusqu'à l'apparition d'uniformes de campagne vers 1915-1916.